# Борислав Стоянов (футболист)
Вижте пояснителната страница за други личности с името Борислав Стоянов.
Борислав Стоянов е български футболист, вратар, състезател на ФК Сливнишки герой (Сливница).

## Кариера
Започва футболната си кариера в отбора на Искър (Дружба, София), преди да премине в ДЮШ на ПФК Локомотив (София). В периода 2006-2008 е в отбора на ПФК Беласица (Петрич). След като напуска тима от Петрич, Стоянов се присъединява към отбора от югозападната В група ПФК Малеш (Микрево).
През 2010 г. Стоянов е с основен принос за промоцията на отбора на Малеш в Б ПФГ. През този сезон той постига рекорд от 11 мача без допуснат гол.
Подписва договор за Сезон 2010-2011 с отбора на елитния ПФК Академик (София), с който участва в А група. През сезон 2011-2012 се премества във втородивизионния ПФК Несебър (Несебър).
От юли 2012 г. играе за ФК Брегалница, Щип, Република Македония, като в 9 мача не допуска гол. През лятото на 2013 година става част от отбора на Сливнишки герой. Изиграва мач в контролата на сливничани с елитния тим на ПФК ЦСКА (София), който отбора губи с 0-1, но Стоянов прави отлични спасявания.